# Юзефпільська волость
Юзефпільська волость — історична адміністративно-територіальна одиниця Балтського повіту Подільської губернії Російської імперії. Волосний центр — містечко Юзефпіль.
Станом на 1885 рік складалася з 8 поселень, 11 сільських громад. Населення — 6693 осіб (3359 чоловічої статі та 3334 — жіночої), 855 дворових господарств.
|                     | Площа, десятин | У тому числі орної, дес. |
| ------------------- | -------------- | ------------------------ |
| Сільських громад    | 9293           | 8280                     |
| Приватної власності | 14981          | 12180                    |
| Казенної власності  |                |                          |
| Іншої власності     | 503            | 391                      |
| Загалом             | 24777          | 20851                    |

Поселення:
- Березова Балка
- Бузникувате
- Вовча Балка
- Дорожинка
- Коритно-Забузьке
- Куца Балка
- Вівсяник
- Олешки (нині у смузі Вільшанка[2][3])
- Ташлик Сухий
  - Катеринівка[4]
- Юзефпіль